# 福建省建瓯第一中学
福建省建瓯第一中学，简称建瓯一中，位于福建省南平建瓯市，从1906年办学以来，已有百余年历史，是闽北乃至福建省较早改制建成的中学。建瓯一中为福建省一级学校、建瓯市重点中学，是闽北地区一所现代化程度较高的全日制中学。

## 校史
建瓯一中位于福建省建瓯市黄华山脚下，学校拥有百年历史，是闽北地区最早建成的中学。建瓯一中百年余来，几经易名迁址。清光绪三十二年（1906年）建成闽北第一所中学——建郡中学堂。建瓯一中曾先后更名为“建宁府中学堂”、“建瓯中学校”、“福建省第五中学校”、“福建省立建瓯中学”。新中国成立后改名为“福建省建瓯人民中学”，1952年建瓯一中与当时的私立培汉中学合并后更名“福建省立建瓯中学”，直到1956年校名才改称如今我们熟知的“福建省建瓯第一中学”，并沿用至今。1962年被确立为福建省56所重点中学之一，1993年被确立为省二级达标校，2005年9月转制为独立高中，2011年通过一级达标校省级验收，被确认为福建省普通中学一级达标学校。2018年6月，建瓯一中未通过福建省教育厅一级达标学校复查，被责令限期一年进行整改。

## 学校荣誉
2006年4月，“省级花园式单位”荣誉称。2006年7月，中共南平市委、南平市人民政府授予“第九届（2003——2005年度）文明学校” 荣誉称号。2006年8月，荣获由中国关心下一代身心健康工程、全国义演活动组织委员会授予的“中国关心下一代身心健康工程全国艺术人才选拔活动银奖”。2006年11月，中共福建省委、福建省人民政府、福建省军区授予“福建省第四届（2003—2005年度）军民共建精神文明先进单位”荣誉称号。2006年12月，福建省教育厅授予“福建省实施素质教育工作先进学校”荣誉称号。2007年2月，福建省校务公开工作领导小组授予“2007年福建省校务公开示范单位” 荣誉称号 。2007年5月，被评为“南京大学优质生源基地”。2007年3月12日，在2007年，荣获中国化学会化学教育专业委员会授予的“全国高中化学新课程实施先进学校”荣誉称号。2007年3月，福建省科协、福建省教育厅、福建省关心下一代工作委员会授予“第22届福建省青少年科技创新大赛优秀组织奖”。2007年6月，中共南平市委教育工作委员会授予“先进基层党组织”荣誉称号。 